# DIN 6779
Die DIN-Norm DIN 6779 ist eine Normenreihe mit dem Titel Kennzeichnungssystematik für technische Produkte und technische Produktdokumentation. Sie besteht aus mehreren Teilen mit fachbereichsspezifischen Festlegungen.

## DIN 6779-1 Grundlagen
Teil 1 der Norm beschreibt Grundlagen und Regeln zur Kennzeichnungssystematik und für den Aufbau und Inhalt von Kennzeichnungsblöcken für funktions- und ortsbezogene Kennzeichnung von technischen Produkten. Die letzte Ausgabe, erschienen im Jahr 1995, wurde 2007 zurückgezogen und durch die ISO-Norm ISO/TS 16952 ersetzt.

## DIN 6779-2 Kennbuchstaben; Hauptklassen und Unterklassen für Zweck oder Aufgabe von Objekten
Teil 2 legt zusätzlich zu den in der Europäischen Norm EN 61346-2 festgelegten Hauptklassen für Zweck und Aufgabe von Objekten weitere Unterklassen fest. DIN 6779-2 wurde zurückgezogen. Ihr Inhalt wurde in die EN 81346-2 aufgenommen.

### Tabelle der Hauptklassen (A1) und Unterklassen (A2)
| A1 A2   | Zweck oder Aufgabe des Objektes | Beispiele für Produkte |
| ------- | --- | --- |
| A       | Zwei oder mehrere Zwecke oder Aufgaben | |
| AA … AE | Frei zur Unterteilung für Objekte, Aufgaben bezogen auf elektrische Energie | |
| AF … AK | Frei zur Unterteilung für Objekte, Aufgaben bezogen auf Informationen oder Signale | |
| AL … AY | Frei zur Unterteilung für Objekte, Aufgaben bezogen auf Mechanik, Bautechnik …(Nichtelektrotechnik) | |
| AZ      | Kombinierte Aufgaben | |
| B       | Umwandlung einer Eingangsvariablen (physikalische Eigenschaft, Zustand oder Ereignis) in ein zur Weiterverarbeitung bestimmtes Signal                                                                   | |
| BA      | (reserviert für spätere Normung) | |
| BB      | Umwandlung von Eingangsvariablen für Schutzzwecke | - Schutzrelais - Überlastrelais (thermisch) - Buchholz-Relais                                                                                          |
| BC      | (reserviert für spätere Normung) | |
| BD      | Dichte | |
| BE      | Elektrische Größe | - Stromwandler - Messrelais - Spannungswandler - Messwandler - Messwiderstand (Shunt)                                                                  |
| BF      | Durchfluss, Durchsatz | - Messblende - Differenzdruckmessumformer - Durchflussmesser - Gaszähler - Wasserzähler                                                                |
| BG      | Abstand, Länge, Stellung, Dehnung, Amplitude | - (Radargerät) - Bewegungsmelder - Positionsschalter - Näherungsschalter - Näherungsfühler - Näherungssensor                                           |
| BH      | (reserviert für spätere Normung) | |
| BJ      | Leistung | |
| BK      | Zeit | - Uhr - Zeitmesser |
| BL      | Höhenangabe, Stand | - Echolot - (Radargerät) - Schauglas |
| BM      | Feuchte | - Feuchtigkeitsmesser |
| BN      | Frei verfügbar | |
| BP      | Druck, Vakuum | - Druckfühler - Drucksensor - Druckmesser |
| BQ      | Stoffeigenschaft, Qualitätsgröße, Analyse (außer D, M, V), pH-Wert , SO2-Gehalt | |
| BR      | Strahlungsgrößen, Neutronenflussmessung | - Fotozelle - Brandwächter - Rauchfühler |
| BS      | Geschwindigkeit, Drehzahl, Frequenz, Vibration, Schwingung | - Schwingungsaufnehmer - Geschwindigkeitsmesser - Drehzahlmesser - Tachogenerator                                                                      |
| BT      | Temperatur | - Temperaturfühler - Temperatursensor - Thermometer |
| BU      | Zusammengesetzte Größen, Mehrfachvariable | |
| BV      | Viskosität | |
| BW      | Gewichtskraft, Masse | |
| BX      | Sonstige Größen | - Videokamera - Mikrophon |
| BY      | (reserviert für spätere Normung) | |
| BZ      | Anzahl von Ereignissen, Menge | - Schaltspiele - Anzahl von Objekten |
| C       | Speicherung von Energie, Informationen oder Material | |
| CA      | Speichern, kapazitiv | - Kondensator |
| CB      | Speichern, induktiv | - Supraleiter - Spule |
| CC      | Speichern, Chemisch | - Batterie |
| CF      | Speichern von Informationen | - RAM - EPRO - CD-ROM - Ereignisspeicher - Festplatte - Spannungsschreiber                                                                             |
| CL      | Speichern, Sammeln und Lagern von Stoffen (ortsfest, offen) | - Gruben - Becken - Bunker - Zisterne |
| CM      | Speichern, Sammeln und Lagern von Stoffen (ortsfest, geschlossen) | - Behälter - Tank - Kessel - Silo - Gasometer - Druckspeicher - Entspanner                                                                             |
| CN      | Speichern, Sammeln und Lagern von Stoffen (mobil) | - Container - Transportbehälter - Gasflasche - Fass |
| CP      | Speichern von thermischer Energie (Wärme- und Kälteenergie), (unmittelbar) | - Eisspeicher - Hybridspeicher - Erdspeicher - Heißwasserspeicher - Dampfspeicher                                                                      |
| CQ      | Speichern von mechanischer Energie | - Schwungrad |
| CZ      | Kombinierte Aufgaben | |
| E       | Bereitstellen von Strahlung oder thermischer Energie | |
| EA      | Bereitstellen von elektromagnetischer Strahlung für Beleuchtungszwecke mittels elektrischer Energie | - Glühlampe - Leuchtstoffröhre - UV-Strahler |
| EB      | Bereitstellen von Wärmeenergie mittels Umwandlung von elektrischer Energie | - Heizdraht, -stab - elektrische Heizung - elektrischer Boiler - Elektrokessel - Elektroofen - Infrarotstrahler                                        |
| EC      | Bereitstellen von Kälteenergie mittels Umwandlung von elektrischer Energie | - Kühlaggregat - Gefrieraggregat - Kühlschrank, -truhe - Kompressionskältemaschine - Turbokältemaschine                                                |
| EF      | Bereitstellen von anderer elektromagnetischer Strahlung | |
| EL      | Bereitstellen von elektromagnetischer Strahlung für Beleuchtungszwecke durch Verbrennung fossiler Brennstoffe                                                                                           | - Gaslicht - Gaslampe |
| EM      | Bereitstellen von thermischer Energie mittels Umwandlung chemischer Energie | - Heizkessel - Brenner - Ofen - Verbrennungsrost |
| EN      | Bereitstellen von Kälteenergie mittels Umwandlung chemischer Energie | - Kühlschrank - Kältemaschine |
| EP      | Bereitstellen von Wärmeenergie durch Energieaustausch | - Wärmeaustauscher - Kondensator - Verdampfer - Dampferzeuger - Abhitzekessel - Heizkörper - Radiator                                                  |
| EQ      | Bereitstellen von Kälteenergie durch Energieaustausch | - Kühlschrank - Gefrierschrank - Kältemaschine |
| ER      | Bereitstellen von Wärme durch Umwandlung mechanischer Energie | |
| ES      | Bereitstellen von Kälte durch Umwandlung mechanischer Energie | - mechanischer Kühlschrank |
| ET      | Bereitstellen von thermischer Energie mittels Kernspaltung | |
| EU      | Bereitstellen von Teilchenstrahlung | - Neutronengenerator |
| EZ      | Kombinierte Aufgaben | |
| F       | Direkter (selbsttätiger) Schutz eines Energie- oder Signalflusses, von Personen oder Einrichtungen vor gefährlichen oder unerwünschten Zuständen einschließlich Systeme und Ausrüstung für Schutzzwecke | |
| FA … FE | Frei zur Unterteilung für Objekte, Aufgaben bezogen auf elektrische Energie | - Sicherung |
| FG      | Frei zur Unterteilung für Objekte, Aufgaben bezogen auf Informationen und Signale | |
| FL      | Schützen von mechanischen und gebäudetechnischen Objekten gegen gefährliche Druckzustände | - Berstscheiben - Sicherheitsarmatur (auch selbsttätig direkt belastetes Be- und Entlüftungsventil) - Kondensomat - Vakuumbrecher                      |
| FM      | Schützen von mechanischen und gebäudetechnischen Objekten gegen gefährliche Brandeinwirkungen | - Brandschutzeinrichtungen (Gefahr erkennen und Schutzmaßnahmen einleiten) - Brandschutzklappen - Brandschutztür - Schleusen                           |
| FN      | Schützen von mechanischen und gebäudetechnischen Objekten gegen gefährlichen Betriebszuständen oder Beschädigung                                                                                        | - Schutzschild - Schutzvorrichtung - Rammschutz - Schutzhülse für Thermoelement - Sicherheitskupplung                                                  |
| FM      | Schützen der Umwelt vor Emissionen (z. B. Strahlung, chemische Emissionen, Lärm) | - Reaktorschutzgeräte |
| FM      | Schützen von Personen/Tieren | - Geländer - Absperrung - Schranke - Zaun - Berührungsschutz - Sichtschutz - Blendschutz - Fluchttür, -fenster - Airbag - Sicherheitsgurt              |
| FR      | Schützen von mechanischen und gebäudetechnischen Objekten gegen Verschleiß (z. B. Korrosion) | - Schutzanode (kathodische) |
| FS      | Schützen vor Umwelteinflüssen (z. B. Witterung, geophysikalische Auswirkungen) | - Witterungsschutz - Lawinenschutz - geophysikalischer Schutz                                                                                          |
| FZ      | Kombinierte Aufgaben | |
| G       | Initiieren eines Energie- oder Materialflusses; Erzeugung von Signalen, die als Informationsträger oder Referenzquelle verwendet werden                                                                 | |
| GA      | Initiieren eines elektrischen Energieflusses durch Einsatz mechanischer Energie | - Generator - Dynamo - auch Motorgenerator |
| GB      | Initiieren eines elektrischen Energieflusses durch chemische Umwandlung | - Brennstoffzelle |
| GC      | Initiieren eines elektrischen Energieflusses mittels Licht | - Solarzelle |
| GF      | Erzeugen von Signalen als Informationsträger | - Signalgenerator - Signalgeber |
| GL      | Initiieren eines Flusses (Fördern) von festen Stoffen (stetig) | - Bandförderer - Kettenförderer - Zuteiler |
| GM      | Initiieren eines Flusses (Fördern) von festen Stoffen (unstetig) | - Kran - Aufzug - Hebezeug - Manipulator - Hubeinrichtung                                                                                              |
| GN      | Initiieren eines Flusses (Fördern) von festen Stoffen (mobil) | - Gabelstapler - Mobilkran - LKW - Zug |
| GP      | Initiieren eines Flusses (Fördern) von flüssigen und fließfähigen Stoffen (stetig) | - Pumpe - Schneckenförderer |
| GQ      | Initiieren eines Flusses (Fördern) und Verdichten von gasförmigen Stoffen (stetig) | - Gebläse (Ventilator, Lüfter) - Verdichter - Vakuumpumpe - Sauger                                                                                     |
| GR      | Initiieren eines Flusses (Fördern) und Verdichten von gasförmigen Stoffen (mobil) | - Tankwagen |
| GS      | Initiieren eines Flusses (Fördern) von flüssigen und gasförmigen Stoffen (mit Antrieb durch Treibmedium)                                                                                                | - Ejektor - Injektor - Strahler |
| GZ      | Kombinierte Aufgaben | |
| H       | Produzieren einer neuen Art von Material oder Produktion | |
| HL      | Trennen von Stoffgemischen durch Klassieren | - Sieb - Rechen - Rost |
| HL      | Trennen von Stoffgemischen durch Klassieren | - Sieb |
| HM      | Trennen von Stoffgemischen durch Fliehkraft | - Zykloneinrichtung - Zentrifuge |
| HN      | Trennen von Stoffgemischen durch Schwerkraft | - Absetzbehälter - Eindickung |
| HP      | Trennen von Stoffgemischen durch thermische Verfahren | - Destillationskolonne - Extraktionseinrichtung - Eindampfung - Trocknung (Muntertrockner)                                                             |
| HQ      | Trennen von Stoffgemischen durch Filtern | - Flüssigkeitsfilter - Gasfilter |
| HR      | Trennen von Stoffgemischen durch elektrostatische oder magnetische Kräfte | - Magnetabscheider - Elektrofilter |
| HS      | Trennen von Stoffgemischen durch physikalische Verfahren | - Absorptionswäsche - Aktivkohleadsorbierer - Ionenaustauscher - Naßentstauber                                                                         |
| HT      | Erzeugen neuer gasförmiger Stoffe | - Vergaser |
| HU      | Zerkleinern zum Erzeugen einer neuen Form fester Stoffe | - Mühle - Brecher |
| HV      | Vergröbern zum Erzeugen neuer Form fester Stoffe | - Brikettierer - Pelletierer - Sintereinrichtung - Tablettierer                                                                                        |
| HW      | Mischen zum Erzeugen neuer, fester, flüssiger, fließfähiger und gasförmiger Stoffe | - Mischer - Rührkessel - Kneter - Staticmixer - Emulgierer - Rührwerk - (Dampf-)Befeuchter                                                             |
| HX      | Erzeugen neuer Stoffe durch chemische Reaktion | - Reaktor - Reaktionsofen |
| HY      | Erzeugen neuer Stoffe durch biologische Reaktion | - Fermenterer - Kompostierer |
| HZ      | Kombinierte Aufgaben | |
| K       | Verarbeitung (Eingabe, Verarbeitung und Ausgabe) von Signalen oder Informationen (mit Ausnahme von Objekten für Schutzzwecke, siehe Kennbuchstabe F)                                                    | |
| KF      | Verarbeitung von elektrischen und elektronischen Signalen | - Relais - Transistor - Binärelemente - Verzögerungseinrichtungen - Regler - Ein-/Ausgangsbaugruppen - Empfänger - Sender - Optokoppler                |
| KG      | Verarbeitung von optischen und akustischen Signalen | - Spiegel - Regler - Prüfgerät |
| KH      | Verarbeitung von fluidtechnischen und pneumatischen Signalen | - Ventilblock - Vorsteuerventil - Regler (Ventilstellungsregler)                                                                                       |
| KJ      | Verarbeitung von mechanischen Signalen | - Gestänge - Regler |
| KK      | Verarbeitung unterschiedlicher Informationsträger an Ein- und Ausgang (z. B. elektrisch – pneumatisch)                                                                                                  | - Elektrohydraulischer Umformer - Regler - elektrisches Vorsteuerventil                                                                                |
| KZ      | Kombinierte Aufgaben | |
| M       | Bereitstellen von mechanischer Energie (mechanische Dreh- oder Linearbewegung) zu Antriebszwecken | |
| MA      | Antreiben elektromotorisch | - Elektromotor - Linearmotor |
| MA      | Antreiben elektromagnetisch | - Magnetantrieb |
| ML      | Antreiben mechanisch | - Gewicht - Federkraft - Stellantrieb (mechanisch) - Federspeicherantrieb - Reibradantrieb                                                             |
| MM      | Antreiben fluidtechnisch und pneumatisch | - Stellantrieb - Servomotor (Fluidantrieb, -motor) - Fluidzylinder - Hydraulikzylinder                                                                 |
| MN      | Antreiben durch Dampfstrom | - Dampfturbine |
| MP      | Antreiben durch Gasstrom | - Gasturbine |
| MQ      | Antreiben durch Windkraft | - Windturbine |
| MR      | Antreiben durch Flüssigkeitsstrom | - Wasserturbine |
| MS      | Antreiben durch chemische Umwandlung | - Verbrennungsmotor |
| MT      | Antreiben und Steuern von Schiffen durch Umwandeln von Antriebsmaschinenleistung | - Propellereinrichtung - Strahlanlage (Strahlruder) - Schaufelradanlage                                                                                |
| MZ      | Kombinierte Aufgaben | |
| P       | Darstellung von Informationen | |
| PF      | Darstellen von Informationen (bleiben) | - Drucker - Schreiber - Plotter |
| PG      | Darstellen von Informationen (nicht bleiben) | - Melder - Monitor - Meldelampe |
| PZ      | Kombinierte Aufgaben | |
| Q       | Kontrolliertes Schalten oder Variieren eines Energie-, Signal- oder Materialflusses | |
| QA      | Schalten und Variieren von elektrischen Energiekreisen | - Leistungsschalter - Schütz - Thyristor - Motoranlasser                                                                                               |
| QB      | Trennen von elektrischen Energiekreisen | - Trennschalter - Lasttrenner |
| QC      | Erden von elektrischen Energiekreisen | - Erder |
| QD      | Überbrücken von elektrischen Energiekreisen | - Überbrückungsschalter |
| QL      | Bremsen in mechanischen Kraftübertragungseinrichtungen | - Bremse |
| QM      | Begrenzen von Durchfluss in geschlossenen Umschließungen für veränderbare Ströme gasförmiger, flüssiger und fließfähiger Stoffe                                                                         | - Absperrarmatur (auch Entleerungsarmatur) - Steckscheibe - Blindscheibe - Klappe                                                                      |
| QN      | Einstellen und Regeln von Durchfluss in geschlossenen Umschließungen für veränderbare Ströme gasförmiger, flüssiger und fließfähiger Stoffe                                                             | - Regelarmatur - Gasregelstrecke - Regelklappe |
| QP      | Begrenzen von Durchfluss in offenen Umschließungen für flüssige Stoffe | - Schleusentor - Wehre - Dammplatte |
| QQ      | Öffnen, Schließen von Einlässen oder Zugängen (Personen, Material, Licht, Luft) zu abgegrenzten Orten                                                                                                   | - Tür - Tor - Fenster - Abdeckung - Drehkreuz - Schranke - Schloss                                                                                     |
| QZ      | Kombinierte Aufgaben | |
| R       | Begrenzung oder Stabilisierung von Bewegung oder Fluss von Energie, Information oder Material | |
| RA      | Begrenzen des Flusses von elektrischer Energie | - Widerstand - Drossel - Diode |
| RF      | Stabilisieren von Signalen | - Tiefpass - Entzerrer - Filter |
| RL      | Verhindern von unerlaubtem Bedienen und/oder Bewegungen (mechanisch) | - Blockiergerät - Arretierung - Verklinkung - Schloss                                                                                                  |
| RM      | Verhindern des Rückflusses von gasförmigen, flüssigen und fließfähigen Stoffen | - Rückschlagarmaturen |
| RN      | Begrenzen des Durchflusses von flüssigen und gasförmigen Stoffen | - Venturidüse - Drosselscheibe |
| RP      | Abschirmen und Dämmen von Lärm | - Schallschutz - Schalldämpfer |
| RQ      | Abschirmen und Dämmen von Wärme oder Kälte | - Wärmedämmungs-Jalousie - Isolierung - Ummantelung - Verkleidung - Auskleidung - Ausmauerung                                                          |
| RR      | Abschirmen und Dämmern von mechanischen Einwirkungen | - Ausschlagsicherung - Kompensator - Auskleidung - Schwingungsdämpfer                                                                                  |
| RS      | Abschirmen und Dämmen von chemischen Einwirkungen | - Auskleidung - Explosionsschutz - Gasdurchdringungsschutz - Spritzschutz                                                                              |
| RT      | Abschirmen und Dämmen von Licht | - Jalousie - Store - Lichtblende |
| RU      | Abschirmen und Stabilisieren von Bewegung in Orten/im Gelände | - Zaun |
| RZ      | Kombinierte Aufgaben | |
| S       | Umwandlung einer manuellen Betätigung in ein zur Weiterverarbeitung bestimmtes Signal | |
| SF      | Umwandlung einer manuellen Betätigung in ein elektrisches Signal | - Schalter - Lichtgriffel - Tastatur - Steuerschalter - Quittierschalter - Tastschalter - Wahlschalter - Sollwerteinsteller                            |
| SG      | Umwandlung einer manuellen Betätigung in elektromagnetische, optische und akustische Signale | - Funkmaus |
| SH      | Umwandlung einer manuellen Betätigung in mechanische Signale | - Handrad - Wahlschalter |
| SJ      | Umwandlung einer manuellen Betätigung in fluidtechnische oder pneumatische Signale | |
| SZ      | Kombinierte Aufgaben | |
| T       | Umwandlung von Energie unter Beibehaltung der Energieart, Umwandlung eines bestehenden Signals unter Beibehaltung des Informationsinhalts, Veränderung der Form oder Gestalt eines Materials            | |
| TA      | Umwandeln elektrischer Energie unter Beibehaltung der Energieart und Energieform | - Transformator - DC/DC-Wandler - Frequenzwandler |
| TB      | Umwandeln elektrischer Energie unter Beibehaltung der Energieart und Veränderung der Energieform | - Gleichrichter - Wechselrichter - AC/DC-Umformer |
| TF      | Umwandeln von Signalen (Beibehaltung des Informationsinhaltes) | - Verstärker - Trennwandler - U/I-Umformer - eö. Meßumformer - Impulsverstärker - Antenne                                                              |
| TL      | Umwandeln von Drehzahl, Drehmoment, Kraft | - Drehzahlwandler - Drehmomentwandler - Regelkupplung mit der Hauptaufgabe der Drehzahländerung - Schalt- und Automatikgetriebe - Druckkraftverstärker |
| TM      | Verformen, spanabhebend | - Werkzeugmaschine - Schere - Säge |
| TN      | Behandeln und Bearbeiten, spanlos (kalt) | - Wuchtmaschine - Gleitschleifer |
| TP      | Verformen, spanlos (kalt) | - Tiefzieheinrichtung - Kaltwalzeinrichtung - Kaltzugeinrichtung                                                                                       |
| TQ      | Verformen, spanlos (warm) | - Gießeinrichtung - Schmiedeeinrichtung - Strangpresseinrichtung - Warmwalzeinrichtung - Warmzugeinrichtung                                            |
| TR      | Umwandeln von Strahlungsenergie unter Beibehaltung der Energieform | - Brennglas - Parabolspiegel |
| TZ      | Kombinierte Aufgaben | |
| U       | Halten von Objekten in definierter Lage | |
| UA      | Halten und Tragen von Einrichtungen elektrischer Energie | - Stütze - Gerüst |
| UB      | Halten und Tragen von elektrischen Energiekabeln und -leitungen | - Portal - Mast - Isolator - Kabelpritsche - Kabelwanne - Kabelkanal - Kabelleiter - Stützer                                                           |
| UC      | Umschließen von Einrichtungen elektrischer Energie | - Gehäuse - Kapselung |
| UF      | Halten; Tragen; Umschließen von leittechnischen und kommunikationstechnischen Objekten | - Messumformergestell - Baugruppenträger - Leiterplatte                                                                                                |
| UG      | Halten und Tragen von leittechnischen und kommunikationstechnischen Kabeln und Leitungen (nur anzuwenden, wenn getrennt von UB)                                                                         | - Kabelpritsche - Kabelkanal |
| UH      | Umschließen von Leittechnischen Einrichtungen | - Schrank |
| UL      | Halten und Tragen von maschinentechnischen Objekten | - Maschinenfundament |
| UM      | Halten und Tragen von gebäudetechnischen Objekten | - Gebäudefundament - bauliche Statikelemente (Sturz, Unterzug, Oberzug, Stütze) - Schacht - Kanal (nicht Kabelkanal)                                   |
| UN      | Halten und Tragen von rohrleitungstechnischen Objekten | - Rohrbrücke - Halterung für Rohrleitungen |
| UP      | Halten und Führen von Wellen und Läufern | - Rollenlager - Kugellager - Gleitlager |
| UQ      | Halten und Führen von Objekten für Fertigung und Montage | - Spannvorrichtung - Zentriervorrichtung |
| UR      | Befestigen und Verankern von maschinentechnischen Objekten | - Konsole - Montageplatte, -gestell - Ankerplatte - Träger                                                                                             |
| UZ      | Kombinierte Aufgaben | |
| V       | Bearbeitung (Behandlung) von Materialien oder Produkten (einschließlich Vor- und Nachbehandlung) | |
| VL      | Abfüllen von Stoffen | - Sackabfülleinrichtung - Fassabfülleinrichtung - Tankwagenabfülleinrichtung                                                                           |
| VM      | Verpacken von Produkten | - Einschlagmaschine - Palettierer - Verpackungsmaschine                                                                                                |
| VN      | Behandlung von Oberflächen | - Lackierautomat - Schleifmaschine - Poliermaschine |
| VP      | Behandlung von Stoffen oder Produkten mittels thermischer Energie | - Glühofen - Hochofen - Schmelzofen |
| VQ      | Reinigen von Stoffen, Produkten oder Einrichtungen | - Staubsauger - Waschmaschine - Gebäudereinigungseinrichtung                                                                                           |
| VZ      | Kombinierte Aufgaben | |
| W       | Leiten oder Führen von Energie, Signalen, Material oder Produkten von einem Ort zu einem anderen | |
| WA      | Verteilen von Energie ≥ 1 kV | - Sammelschiene ≥ 1 kV |
| WB      | Transportieren von elektrischer Energie ≥ 1 kV | - Kabel, Leiter ≥ 1 kV - Durchführung ≥ 1 kV |
| WC      | Verteilen von Energie < 1 kV | - Sammelschiene < 1 kV |
| WD      | Transportieren von elektrischer Energie < 1 kV | - Kabel, Leiter < 1 kV - Durchführung < 1 kV |
| WE      | Leiten von Erdpotential oder Bezugspotential | |
| WF      | Verteilen von elektrischen oder elektronischen Signalen | - Datenbus |
| WG      | Transportieren von elektrischen oder elektronischen Signalen | - Steuerkabel - Messkabel - Datenleitung |
| WH      | Transportieren und Führen von optischen Signalen | - Glasfaserkabel - Lichtwellenleiter |
| WL      | Transportieren von Stoffen und Produkten (nicht angetrieben) | - Schiefe Ebene - Rolltisch - Leiter |
| WM      | Leiten und Führen von Strömen flüssiger, fließfähiger und gasförmiger Stoffe (offene Umschließung) | - Kanal - Rinne |
| WN      | Leiten und Führen von Strömen flüssiger, fließfähiger und gasförmiger Stoffe (geschlossene, flexible Umschließung)                                                                                      | - Schlauch |
| WP      | Leiten und Führen von Strömen flüssiger, fließfähiger und gasförmiger Stoffe (geschlossene, starre Umschließung)                                                                                        | - Rohrleitung - Luftkanal - Kamin |
| WQ      | Übertragen von mechanischer Energie | - Welle - Läufer - Keilriemen - Kette - Übertragungsgestänge                                                                                           |
| WR      | Leiten und Führen für spurgebundene Transportmittel | - Schieneneinrichtung - Weicheneinrichtung |
| WS      | Leiten und Führen von Personen (Begeheinrichtungen) | - Bühne - Treppe - Laufsteg |
| WR      | Leiten und Führen von mobilen Transportmitteln (Transportwege) | - Weg - Straße - Schifffahrtsweg - Schienenwege |
| WZ      | Kombinierte Aufgaben | |
| X       | Verbinden von Objekten | |
| XB      | Verbinden ≥ 1 kV | - Klemme - Kabelendverschluss - Muffe |
| XD      | Verbinden < 1 kV | - Klemme - Kabelendverschluss - Muffe - Steckdose |
| XE      | Anschließen von Erdpotential oder Bezugspotential | - Erdungsklemme - Schirmanschlussklemme |
| XG      | Verbinden (elektrisch) von Signalen | - Signalverteiler - Steckverbinder - Anschlußelement                                                                                                   |
| XH      | Verbinden (optisch) von Signalen | - optischer Anschluss |
| XL      | Verbinden starrer Umschließungen für Ströme gasförmiger, flüssiger und fließfähiger Stoffe | - Flansche - Fittings - Kupplungen |
| XM      | Verbinden flexibler Umschließungen für Ströme gasförmiger, flüssiger und fließfähiger Stoffe | - Schlauchverbindung - Schlauchkupplung |
| XN      | Verbinden von Objekten zur Übertragung von mechanischer Energie (starr) | - Kupplung, starr |
| XP      | Verbinden von Objekten zur Übertragung von mechanischer Energie (schaltbar/variabel) | - Schaltkupplung - Regelkupplung |
| XQ      | Verbinden von Objekten (unlösbar) | - Schweißverbindung - Lötverbindung - Klebverbindung                                                                                                   |
| XQ      | Verbinden von Objekten (lösbar) | - Haken - Öse |
| XZ      | Kombinierte Aufgaben | |

## DIN 6779-10 Kraftwerke
In Teil 10 sind die Kennbuchstaben für Kraftwerke festgelegt. Sie dienen als Grundlage des RDS-PP, welches das Nachfolgesystem zum KKS (Kraftwerk-Kennzeichensystem) ist. Die derzeit aktuelle Ausgabe dieses Normteils trägt das Ausgabedatum April 2007. DIN 6779-10 wurde im Januar 2010 durch die ISO/TS 16952-10 ersetzt.

## DIN 6779-11 Schiffe und Meerestechnik
In diesem Normteil sind Kennbuchstaben für Schiffe und Meerestechnik festgelegt. Die derzeit gültige Ausgabe dieses Normteils stammt aus dem August 1998.

## DIN 6779-12 Bauwerke und technische Gebäudeausrüstung
In diesem Normteil sind Kennbuchstaben für Bauwerke und technische Gebäudeausrüstung festgelegt. Die derzeit gültige Ausgabe dieses Normteils stammt aus dem April 2011.

## DIN 6779-13 Chemieanlagen
Dieser Normteil beschreibt die Struktur und Kennzeichnung von technischen Objekten und deren Dokumentation für Chemieanlagen. Er basiert auf der EN 61346 (2010 umnummeriert zu EN 81346) und ersetzt in der derzeit aktuellen Ausgabe Juni 2003 die DIN 28004-4:1977-05.